# Процедура Кэли — Диксона
Процедура Кэ́ли — Ди́ксона (процедура удвоения) — это итеративная процедура построения алгебр над полем (или над кольцом) с удвоением размерности на каждом шаге. Названа в честь Артура Кэли и Леонарда Диксона.
Эта процедура позволяет построить из действительных чисел последовательно их расширения: комплексные числа, кватернионы, октонионы, седенионы и т. д. 
Также используется в теореме Гурвица для нахождения всех нормированных алгебр с делением. Так, согласно данной теореме, действительные числа, комплексные числа, кватернионы и октонионы являются единственными нормированными алгебрами с делением (над полем действительных чисел).
| Алгебра                                               | Размер- ность (n) | Упорядо- ченность | Свойства умножения | Свойства умножения | Свойства умножения | Свойства умножения          | Отсутствие нетрив. делителей нуля |
| Алгебра                                               | Размер- ность (n) | Упорядо- ченность | Коммута- тивность  | Ассоциа- тивность  | Альтерна- тивность | Степенная ассоциа- тивность | Отсутствие нетрив. делителей нуля |
| ----------------------------------------------------- | ----------------- | ----------------- | ------------------ | ------------------ | ------------------ | --------------------------- | --------------------------------- |
| Действитель- ные числа ({\displaystyle \mathbb {R} }) | 1                 | Да                | Да                 | Да                 | Да                 | Да                          | Да                                |
| Комплексные числа ({\displaystyle \mathbb {C} })      | 2                 | Нет               | Да                 | Да                 | Да                 | Да                          | Да                                |
| Кватернионы ({\displaystyle \mathbb {H} })            | 4                 | Нет               | Нет                | Да                 | Да                 | Да                          | Да                                |
| Октонионы ({\displaystyle \mathbb {O} })              | 8                 | Нет               | Нет                | Нет                | Да                 | Да                          | Да                                |
| Седенионы ({\displaystyle \mathbb {S} })              | 16                | Нет               | Нет                | Нет                | Нет                | Да                          | Нет                               |
|                                                       | > 16              | Нет               | Нет                | Нет                | Нет                | Да                          | Нет                               |

Количество симметрий поля уменьшается при каждом применении процедуры Кэли — Диксона: сначала исчезает упорядоченность, затем коммутативность умножения, потом ассоциативность умножения и в итоге — альтернативность умножения (см. таблицу). Но при этом все алгебры сохраняют степенную ассоциативность умножения, а также по определению являются унитальными и их умножение дистрибутивно относительно сложения.
В более общем смысле процедура Кэли — Диксона переводит любую алгебру с инволюцией в другую алгебру с инволюцией в два раза большей размерности:45.

## Общий случай
Если для некоторых чисел {\displaystyle a} и {\displaystyle b} существуют понятия: умножения, сопряжённого числа и нормы числа как {\displaystyle \ |a|^{2}=a{\bar {a}}} (см. композиционная алгебра), то эти понятия можно ввести и для упорядоченных пар чисел {\displaystyle (a,b)}:
- {\displaystyle (a,b)(c,d)=(ac-{\bar {d}}b,da+b{\bar {c}})} — закон умножения пар,

- {\displaystyle {\overline {(a,b)}}=({\bar {a}},-b)} — сопряжённая пара.

## Свойства
- (расширенная) норма упорядоченной пары:

{\displaystyle |(a,b)|^{2}=(a,b){\overline {(a,b)}}=(a,b)({\bar {a}},-b)=(a{\bar {a}}+b{\bar {b}},ba-ba)=(|a|^{2}+|b|^{2},0)=|a|^{2}+|b|^{2}} — равна нулю только при a = b = 0.
- Если исходная алгебра была ассоциативной алгеброй с делением, то (расширенное) деление {\displaystyle \ r/q} определяется как {\displaystyle {\frac {r{\bar {q}}}{|q|^{2}}}} или {\displaystyle {\frac {{\bar {q}}r}{|q|^{2}}}} — значит, из предыдущего свойства вытекает отсутствие делителей нуля.

- Если для чисел выполняется {\displaystyle \ {\overline {ab}}={\bar {b}}\cdot {\bar {a}},} это выполняется и для упорядоченных пар:

{\displaystyle {\overline {(a,b)(c,d)}}=({\bar {c}}{\bar {a}}-{\bar {b}}d,-da-b{\bar {c}})=({\bar {c}},-d)({\bar {a}},-b)={\overline {(c,d)}}\cdot {\overline {(a,b)}}.}
- Если исходная алгебра ассоциативна, то расширенная алгебра нормирована, поскольку:

{\displaystyle |rq|^{2}=(rq){\overline {(rq)}}=(rq)({\bar {q}}{\bar {r}})=r(q{\bar {q}}){\bar {r}}=|r|^{2}\cdot |q|^{2}.}
В общем случае результат оказывается неассоциативной алгеброй.

### Наследуемые
Если исходная алгебра имеет единицу, то (1, 0) — единица в расширенной алгебре.
Если в исходной алгебре всякий элемент вида x + x* или x x* ассоциирует и коммутирует со всеми элементами, то такова же и расширенная алгебра. В частности, любой элемент порождает коммутативную *-алгебру, откуда следует свойство ассоциативности степеней.

### Ослабляемые
1. Если исходная алгебра коммутативна и сопряжение тождественно, то расширенная алгебра коммутативна.
2. Если исходная алгебра коммутативна и ассоциативна, то расширенная алгебра ассоциативна.
3. Если исходная алгебра ассоциативна, и в исходной алгебре всякий элемент вида x + x* или x x* коммутирует со всеми элементами, то расширенная алгебра альтернативна.

Можно проследить на примере чисел, как из поля R с тождественным сопряжением получается поле C (*-алгебра с нетривиальным сопряжением), откуда получается некоммутативная *-алгебра (тело) H, откуда получается неассоциативная алгебра O, но альтернативная и нормированная, так что без делителей нуля. Дальнейшие алгебры будут иметь делители нуля, т. к. умножение перестанет быть совместимо с нормой.

## Приложения

### Комплексные числа
Процедура Кэли — Диксона соответствует определению комплексных чисел как упорядоченных пар вещественных чисел.

### Кватернионы
Произвольный кватернион {\displaystyle \ q=a+bi+cj+dk}  можно представить в виде {\displaystyle \ q=(a+bi)+(c+di)j} или, эквивалентно, {\displaystyle \ q=z_{1}+z_{2}\cdot j,\quad z_{1}=a+b\cdot i,\quad z_{2}=c+d\cdot i,} где {\displaystyle \ z_{1},z_{2}} — комплексные числа, поскольку {\displaystyle \ i^{2}=-1} выполняется как для комплексных чисел, так и для кватернионов, а {\displaystyle k=i\cdot j}. 
Возьмём ещё один кватернион {\displaystyle \ r=w_{1}+w_{2}j.} Перемножив и раскрыв скобки (т. к. умножение кватернионов ассоциативно), получим:
{\displaystyle \ qr=(z_{1}+z_{2}j)(w_{1}+w_{2}j)=z_{1}w_{1}+z_{1}w_{2}j+z_{2}jw_{1}+z_{2}jw_{2}j.}
Поскольку {\displaystyle \ zj=j{\bar {z}},\;zw=wz,} то, переставляя множители, получим:
{\displaystyle \ qr=(z_{1}w_{1}-{\bar {w_{2}}}z_{2})+(w_{2}z_{1}+z_{2}{\bar {w_{1}}})j.}
Следовательно, кватернионы можно определять как выражения вида {\displaystyle \ z_{1}+z_{2}\cdot j}, удовлетворяющие вышеприведённой формуле умножения. Эта формула интересна тем, что она расширяет формулу умножения чисто комплексных чисел (т. е. кватернионов с {\displaystyle z_{2}=w_{2}=0}).

## Обобщения
Предыдущие формулы строят гиперкомплексные системы, когда «мнимая единица расширения» имеет квадрат, равный «−1». Но при создании пар квадрат новой «мнимой единицы» можно взять как «+1» или даже «0», а также изменить (расширенный) закон умножения пар (см. алгебра Клиффорда). Правда, тогда норму и сопряжения (разного вида) нужно строить более сложно, также могут даже возникнуть и нетривиальные делители нуля. (См. напр. Тригинтадуонионы, так получаемые из Седенионов)